# Долгучиц Леонід Олександрович
Леонід Олександрович Долгучиц (біл. Далгучыц Леанід Александровіч; 1935, Мінськ) — білоруський журналіст та дипломат. Постійний представник Республіки Білорусь в ООН (1977—1980).
Член спілки журналістів Республіки Білорусь.

## Життєпис
Народився у 1935 році в Мінську. Закінчив Московський державний інститут міжнародних відносин.
З 1960 року — на радянській дипломатичній службі в Міністерстві закордонних справ Білоруської РСР.
Він очолював делегацію Білоруської РСР на сесії Генеральної Асамблеї ООН, на конференції ООН зі створення організації промислового розвитку та на інших міжнародних конференціях.
У 1977—1980 рр. — Постійний представник Республіки Білорусь в ООН. 10 травня 1977 року вручив вірчі грамоти Генеральному секретарю ООН Курту Вальдгайму.

## Автор публікацій
- Планета иммигрантов / Л. А. Долгучиц, И. А. Мельников. — Москва: Молодая гвардия, 1990. — 207 с. — ISBN5235008677[6] (рос.)
- Долгучиц Л. А. За счастьем на чужбину : [Трудящиеся-иммигранты] / Л. А. Долгучиц. — М. : Мысль, 1986. — 270 с.: ил. — ( Империализм. События. Факты. Документы )